# Isa Briones

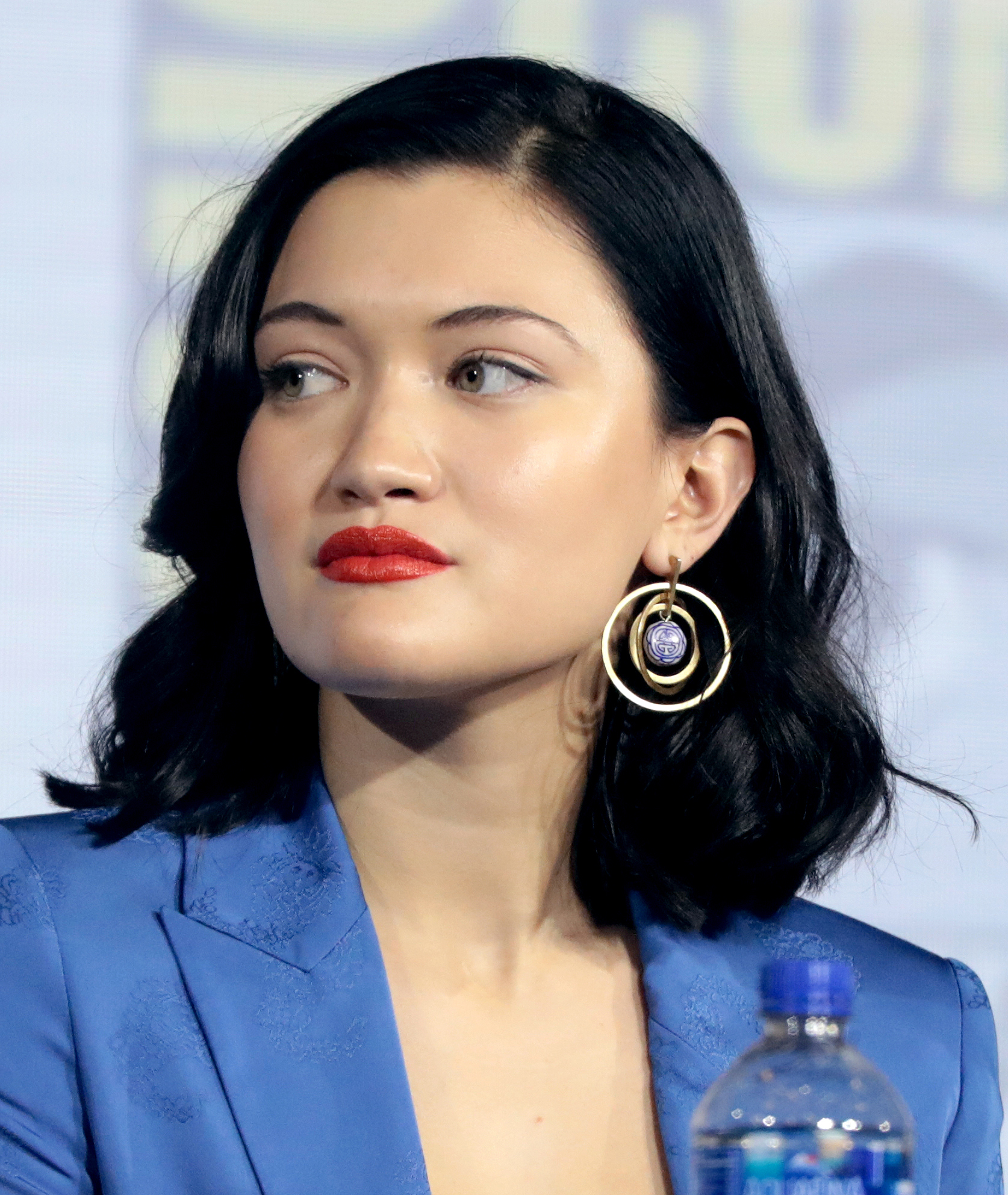
Isa Briones (2019)

Isabella Camille „Isa“ Briones (* 17. Januar 1999 in London, Vereinigtes Königreich) ist eine britisch-US-amerikanische Schauspielerin philippinischer, irischer und schwedischer Abstammung, die durch ihr Mitwirken in Star Trek: Picard internationale Bekanntheit erlangte.

## Leben
Briones wurde in London als Tochter von Jon Jon und Megan Briones geboren. Ihr philippinischer Vater und ihr jüngerer Bruder Teo sind ebenfalls Schauspieler, ihre Mutter ist Schauspielerin und Sängerin. Briones war im Alter von drei Jahren in New York City erstmals als Model tätig. 2006 übersiedelte ihre Familie nach Los Angeles. 
Seit 2008 ist Briones als Schauspielerin tätig. In diesem Jahr hatte sie ihre ersten Nebenrollen in dem Kurzfilm Persuasion und dem Spielfilm Brown Soup Thing. Briones arbeitet außerdem als Musicaldarstellerin. Für ihre Darstellung der Natalie in dem Musical Next to Normal erhielt sie 2018 einen Ovation Award. Im selben Jahr wurde sie die jüngste Darstellerin in dem Musical Hamilton.
Von 2020 bis 2022 gehörte sie zur Hauptbesetzung der Science-Fiction-Fernsehserie Star Trek: Picard. Briones spielte in den ersten beiden Staffeln der Star-Trek-Serie vier verschiedene Figuren, die Androiden und ein menschlicher Klon waren. In der ersten Staffel der Disney+/Hulu-Serie Goosebumps spielte sie 2023 die Margot. Seit 2025 ist Briones in der Krankenhausserie The Pitt als Dr. Trinity Santos ebenfalls Teil der Hauptbesetzung.

## Filmografie
- 2008: Persuasion (Kurzfilm)
- 2008: Brown Soup Thing
- 2010: Takers – The Final Job (Takers)
- 2010: Cutthroat (Fernsehfilm)
- 2013: Lonely Boy
- 2016: Carpool (Kurzfilm)
- 2018: American Crime Story (Fernsehserie, Folge 2x08)
- 2020–2022: Star Trek: Picard (Fernsehserie, 14 Folgen)
- 2023: Goosebumps (Fernsehserie, 10 Folgen)
- seit 2025: The Pitt (Fernsehserie)